# Ilyushin Il-76
L'Iljušin Il-76 (in cirillico: Ильюшин Ил-76, nome in codice NATO: Candid), è un aereo da trasporto strategico, di fabbricazione sovietica prima e russa poi, sviluppato dall'OKB 39 a cavallo degli anni '60 e '70 ed entrato in servizio nell'aeronautica militare sovietica nel 1974.
Progettato per muovere considerevoli quantità di merci, truppe e mezzi sulle grandi distanze, ha riscosso un notevole successo commerciale.
Caratterizzato anche da alcune soluzioni anacronistiche per i tempi in cui è stato sviluppato, quali la prua vetrata ed il cannone di coda, è stato sviluppato in numerose versioni quali l'AWACS denominata Beriev A-50 ed aerocisterna nota come Il-78.
Al 2023, è in corso l'approvvigionamento per un totale di 27 esemplari in versione Il-76MD-90A di nuova costruzione da parte delle Forze aerospaziali russe.

## Sviluppo
Verso la metà degli anni sessanta il ministero dell'industria aeronautica sovietica espresse la necessità di dotare la VVS di un nuovo aereo da trasporto militare medio dotato di quattro motori turboventola adatto a compiti di prima linea ed in grado di effettuare lanci di paracadutisti, equipaggiamento e beni militari tramite aviolanci. A questo scopo, in data 28 giugno 1966, emise una specifica alla quale rispose l'ufficio di progettazione (OKB) Nr.39 che, sotto la direzione di Sergej Il'jušin e con la collaborazione dell'OKB 19, diretto da Pavel Aleksandrovič Solov'ëv, al quale fu demandata la progettazione e lo sviluppo della parte motoristica, presentò il progetto dell'Il-76. La commissione tecnica incaricata in data 25 febbraio 1967 valutò positivamente il progetto ed il successivo 27 novembre il consiglio dei ministri approvò la risoluzione che ne avviava il programma di sviluppo.
La fase di sviluppo venne affidata al vicedirettore dell'OKB, Genrich Vasil’evič Novožilov, che diresse la costruzione di un mock-up in scala 1:1 da presentare alla commissione esaminatrice del governo, completato nel 1969 e valutato dalla stessa, presieduta dal tenente generale Georgij Nikolaevič Pakilev, tra il 12 ed il 31 maggio dello stesso anno.
La nuova approvazione avviò lo sviluppo definitivo del programma, iniziato con la costruzione del prototipo nello stabilimento di Mosca. Il velivolo venne portato in volo per la prima volta il 25 marzo 1971, ai comandi del pilota collaudatore I.E. Kuznecov, staccatosi dalla pista dell'aeroporto Ramenskoe (citato anche come aeroporto di Žukovskij), sede di un centro segreto di collaudo in volo. Kuznecov ne espresse valutazioni entusiastiche, ed anche se il fatto si rivela insolito per la casistica relativa a prototipi, sembra che l'Il-76 risultasse un apparecchio abbastanza solido, dato che il prototipo venne portato in volo fino in Francia il successivo 25 maggio per essere esposto al pubblico nell'ambito del 29º Salone internazionale dell'aeronautica e dello spazio di Parigi-Le Bourget.
Il velivolo venne descritto alla stampa, con la tipica disinformazione sovietica del periodo, come un "aereo puramente commerciale" destinato al trasporto aereo in zone remote altrimenti inaccessibili, sicuramente tra gli scopi originari del progetto. La NATO in quell'occasione gli assegnò il codice identificativo "Candid", diventato successivamente "Candid-A" quando cominciò ad essere osservata un'altra linea di varianti di Il-76 dotate di diverso armamento difensivo, i "Candid-B".
Venne in seguito realizzata una seconda cellula destinata a prove di collaudo statico, seguita da un secondo prototipo che volò nell'estate 1973 e che partecipò al salone di Le Bourget in quello stesso anno. In quell'occasione venne mantenuta la notizia riguardante ad un uso commerciale anche se alcuni funzionari sovietici timidamente ammisero che l'aereo avrebbe potuto avere "applicazioni militari". I due prototipi continuarono ad essere utilizzati in un programma di collaudo durante il quale l'Il-76 riuscì a conquistare una serie impressionante di record per velivoli della sua categoria:
| INDICE                                                                             | RISULTATO    | DATA DEL RECORD | DETENTORI DEL RECORD | NAZIONE E AEREO       |
| Group high-level-altitude delayed drop (free fall altitude), men                   | 14.780 m     | 24 aprile 1975  | 10 persons           | USSR, IL-76, S.Dedukh |
| Altitude with load of 60t, 65t, 70t                                                | 11.875 m     | 4 luglio 1975   | Ya.Vernikov          | USSR, IL-76           |
| Load at 2000m altitude                                                             | 70.121 kg    | 4 luglio 1975   | Ya.Vernikov          | USSR, IL-76           |
| Speed at 2000 km distance with load of 35t, 40t, 45t, 50t, 55t, 60t, 65t, 70t      | 856,697 km/h | 4 luglio 1975   | A.Turumin            | USSR, IL-76           |
| Speed at 1000 km distance with load of 30t, 35t, 40t, 45t, 50t, 55t, 60t, 65t, 70t | 857,657 km/h | 7 luglio 1975   | A.Turumin            | USSR, IL-76           |
| Speed at 5000 km distance with load of 15t, 20t, 25t, 30t, 35t, 40t                | 815,968 km/h | 10 luglio 1975  | A.Turumin            | USSR, IL-76           |
| Solo high-level-altitude delayed drop (free fall altitude)                         | 14.800 m     | 26 ottobre 1977 | E.Fomitcheva         | USSR, IL-76 A.Turumin |
| Group high-level-altitude delayed drop (free fall altitude)                        | 14.215 m     | 26 ottobre 1977 | 10 persons           | USSR, IL-76 A.Turumin |

I risultati ottenuti convinsero il governo sovietico ad avviarne la produzione in serie, assegnata allo stabilimento statale Nr.84 situato a Tashkent, ora capitale dell'Uzbekistan. L'impianto aveva già precedentemente costruito gli Antonov An-12 ed altri modelli da trasporto ma l'Il-76 rappresentava una sfida, dato che era molto più sofisticato di qualsiasi velivolo costruito prima. Risolti gli iniziali problemi la prima unità della produzione di serie volò in data 8 maggio 1973.
Il periodo di valutazione in condizioni operative iniziò alla fine del 1973 e che terminò, utilizzato in servizio dalla VTA, nel 1975. Tutta la produzione degli Il-76 verrà costruita nello stabilimento di Tashkent. Dopo che primi dieci esemplari di produzione sono stati costruiti, lo stabilimento iniziò la costruzione della versione migliorata Il-76T, esternamente molto simile ma caratterizzata da un serbatoio di carburante supplementare nella sezione centrale dell'ala e da alcune piccole altre modifiche. Questa nuova versione mantenne il nome in codice NATO "Candid-A".

## Descrizione tecnica
L'Il-76 è un velivolo da trasporto che racchiude le caratteristiche generali oramai comuni a gran parte dei modelli di ultima generazione: ampia fusoliera in grado di ospitare gran parte dei mezzi utilizzati dell'esercito con portellone posteriore dotato di rampa d'accesso, ala posizionata alta sulla fusoliera dotata di angolo di freccia positivo, impianto propulsivo basato su 4 motori turboventola alloggiati in altrettante gondole motore montate su piloni subalari, coda dotata di impennaggio a T e carrello d'atterraggio multiruote a bassa pressione per una migliore distribuzione del peso sulla pista.
Si può affermare essere, per il ruolo a cui era stato destinato in fase di progettazione e per la configurazione generale, l'equivalente sovietico dello statunitense Lockheed C-141 Starlifter. A differenza dell'aereo statunitense, prodotto in meno di 300 esemplari, l'Il-76 è stato esportato per una buona parte degli oltre 900 esemplari costruiti, e le ultime versioni, equipaggiate con impianto motore più recente, sono rimaste in produzione almeno fino alla metà degli anni novanta. Più essenziale del pari ruolo in dotazione all'Air Mobility Command, la componente da trasporto dell'United States Air Force, beneficiava dell'opportunità di poter operare, oltre che su piste di lunghezza limitata, anche su quelle semi preparate, caratteristica richiesta per la particolare tipologia del territorio sovietico e che era presente nelle caratteristiche dell'An-12 "Cub" che lo ha preceduto come principale aereo da trasporto strategico e tattico sovietico.

### Versioni AEW
A partire dall'IL-76 è stata sviluppata dalla Beriev (altro ufficio di progettazione noto per i suoi idrovolanti) la versione AWACS, lo A-50 (nome in codice NATO Mainstay), che costituisce l'equivalente russo del Boeing E-3 Sentry, ben riconoscibile a causa del rotodome (radome rotante) che contiene l'antenna radar.
Anche la Israeli Air Industries stava lavorando ad una versione AEW derivata dal Il76-MD con un radar Phalcon, con la Cina come potenziale acquirente, ma l'affare non andò in porto. Versione ora acquistata dall'India in tre esemplari, la cui consegna del primo è prevista per gli inizi del 2009.
In Iraq invece sono state sviluppate due varianti indigene, il Baghdad-1 che montava un radar di sorveglianza Thomson-CSF Tigre che si dimostrò inefficiente, e tre cellule di Il 76-MD con un radar inserito in un rotodome di 9 metri di diametro; di queste, una venne distrutta in azione di guerra nel 1991 da un F-15 e le altre due volarono in Iran dove si trovano tuttora.

## Versioni

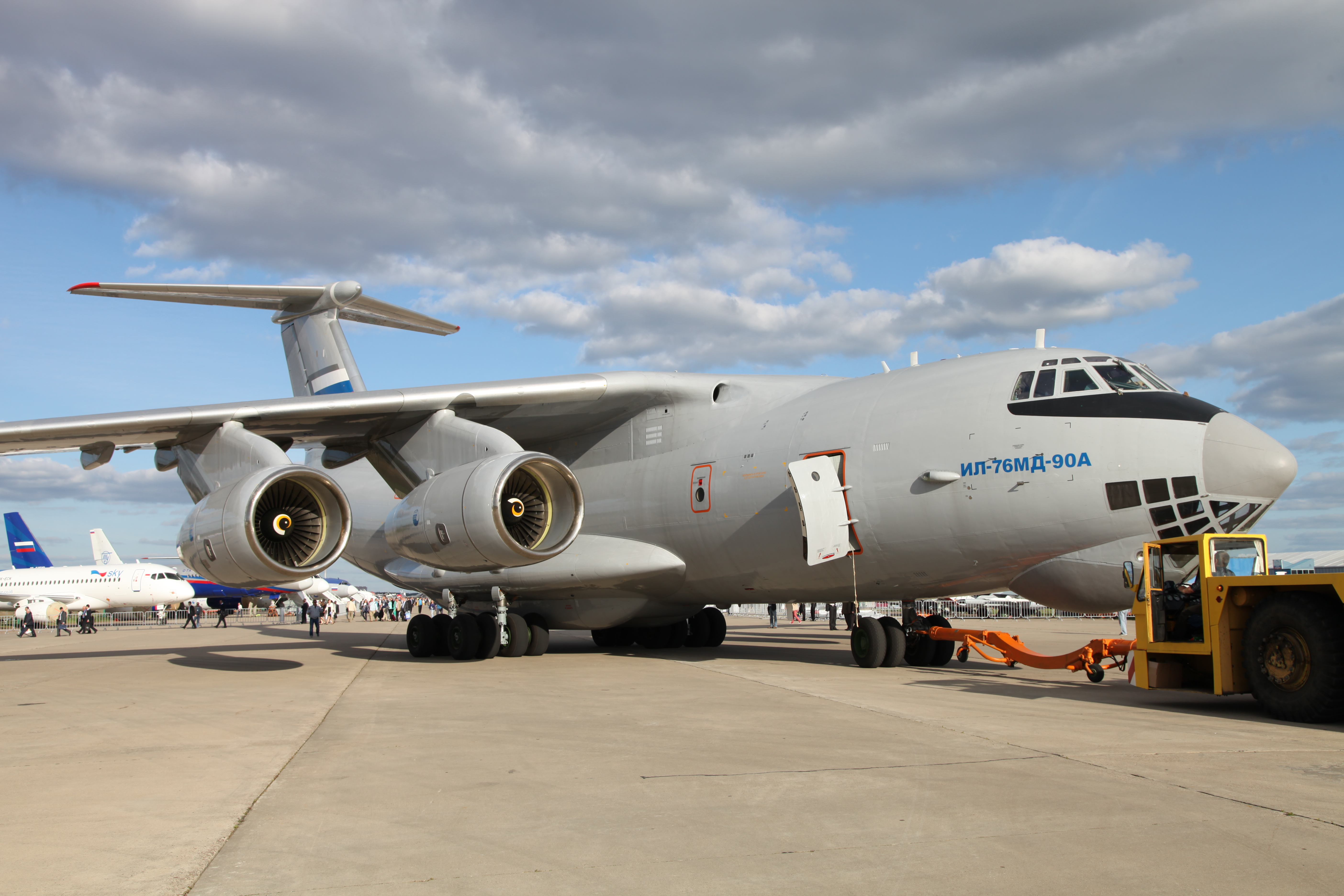
Il primo Ilyushin Il-76MD-90A presentato a MAKS 2013 in Russia nel 2013.

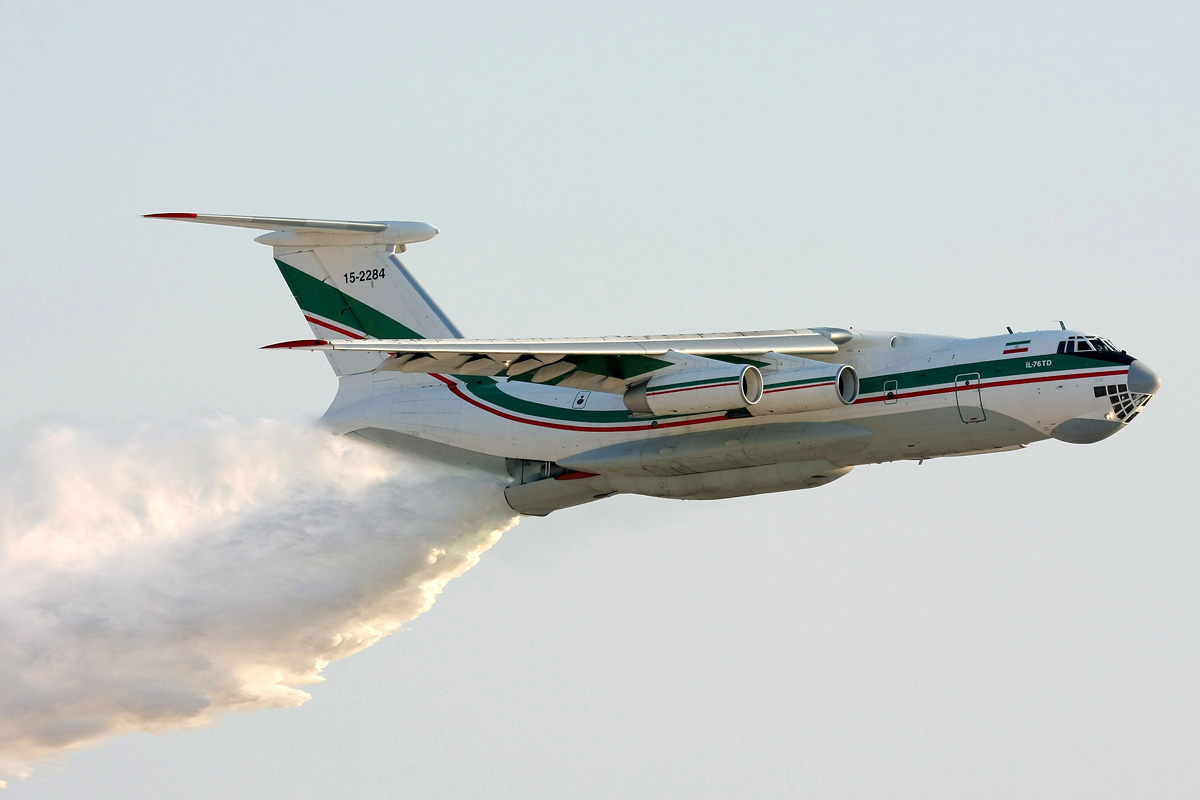
Versione antincendio

Il-76
versione da trasporto militare, prima versione avviata alla produzione in serie.
Il-76M
versione da trasporto militare.
Il-76MD
versione da trasporto militare.
Il-76MD-90
versione da trasporto militare.
Il-76MD-90A (Il-476)
versione da trasporto modernizzata con i turbofan Aviadvigatel PS-90A-76 e avionica digitale col peso massimo al decollo di 210 t e con raggio d'azione con il carico massimo di 52 t di 5,000 km. A dicembre 2022 risultano in servizio 14 esemplari di questa versione. Nel 2023 sono stati consegnati non meno di 4 esemplari, mentre nel 2024 le unità consegnate sono salite a 6, per un totale di circa 24 esemplari in servizio.
Il-76MD-M
versione da trasporto militare del Il-76MD-90A con i nuovi sistemi di comunicazione, di navigazione e di sicurezza di volo, con i tempi di esercizio estesi fino a 40 anni.
Il-76MDPS
versione da ricerca e salvataggio.
Il-76MF
versione da trasporto medio.
Il-76P
versione aereo antincendio.
Il-76PP
versione ELINT, prodotta in un unico esemplare in corso di smantellamento (2025)
Il-76SK
posto di comando aereo.
Il-76T
versione civile da trasporto medio.
Il-76TD
sviluppo del Il-76T, versione civile da trasporto medio a lungo raggio.
Il-76TDP
versione aereo antincendio.
Il-76VPK
posto di comando aereo.

## Utilizzatori

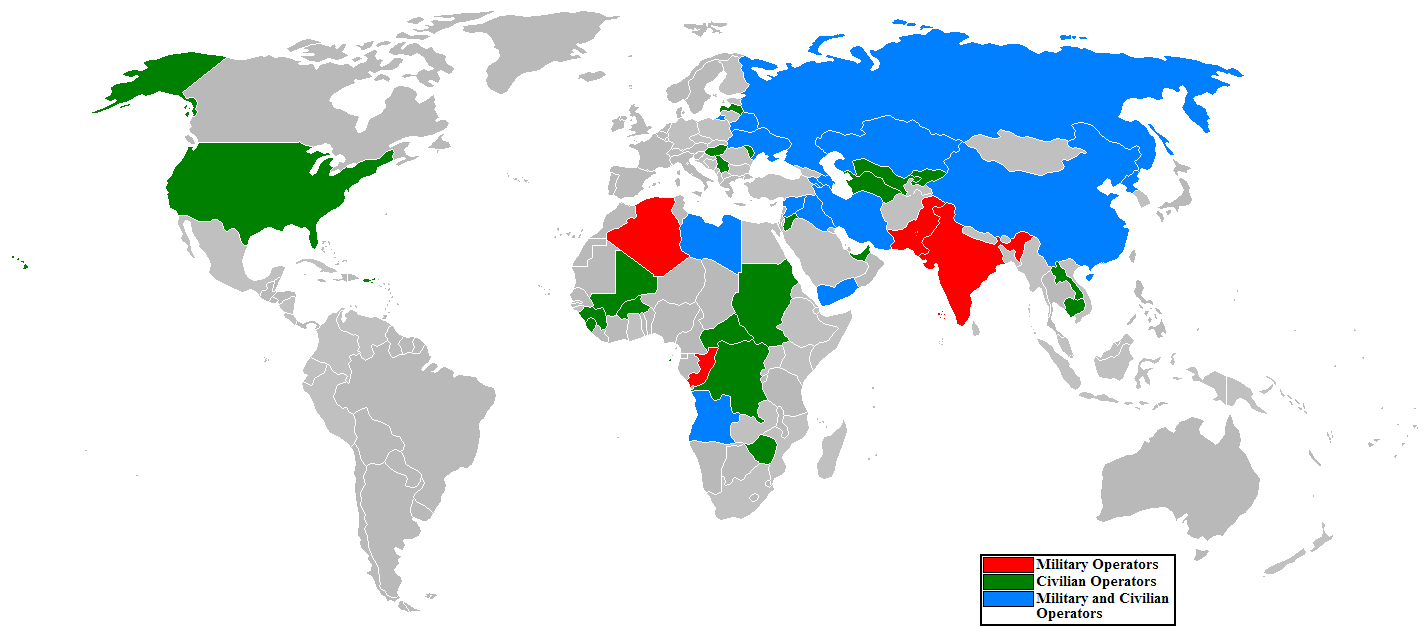
Utilizzatori del Ilyushin Il-76 nel mondo

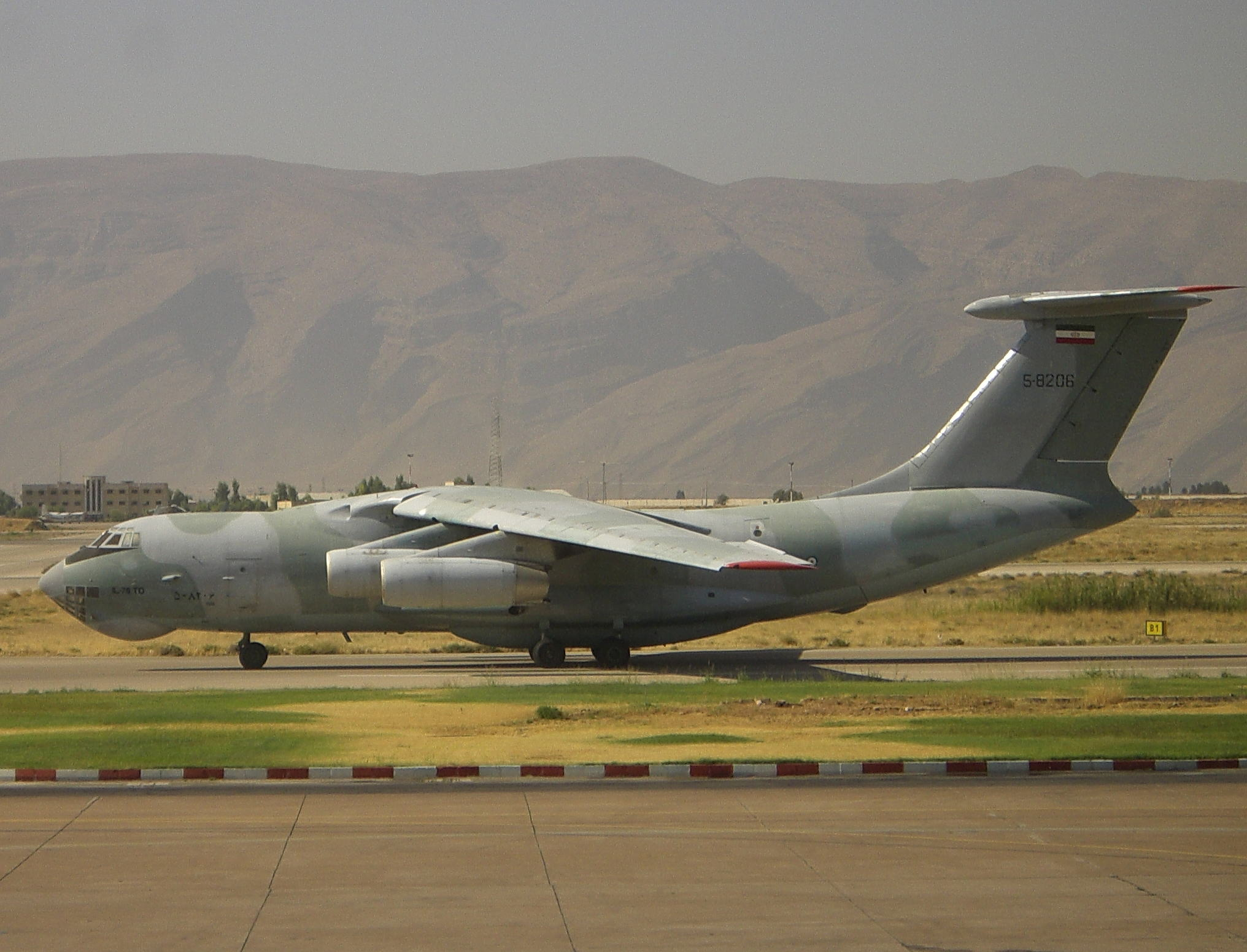
Ilyushin Il-76TD nella livrea attuale delle Forze Aeree Iraniane

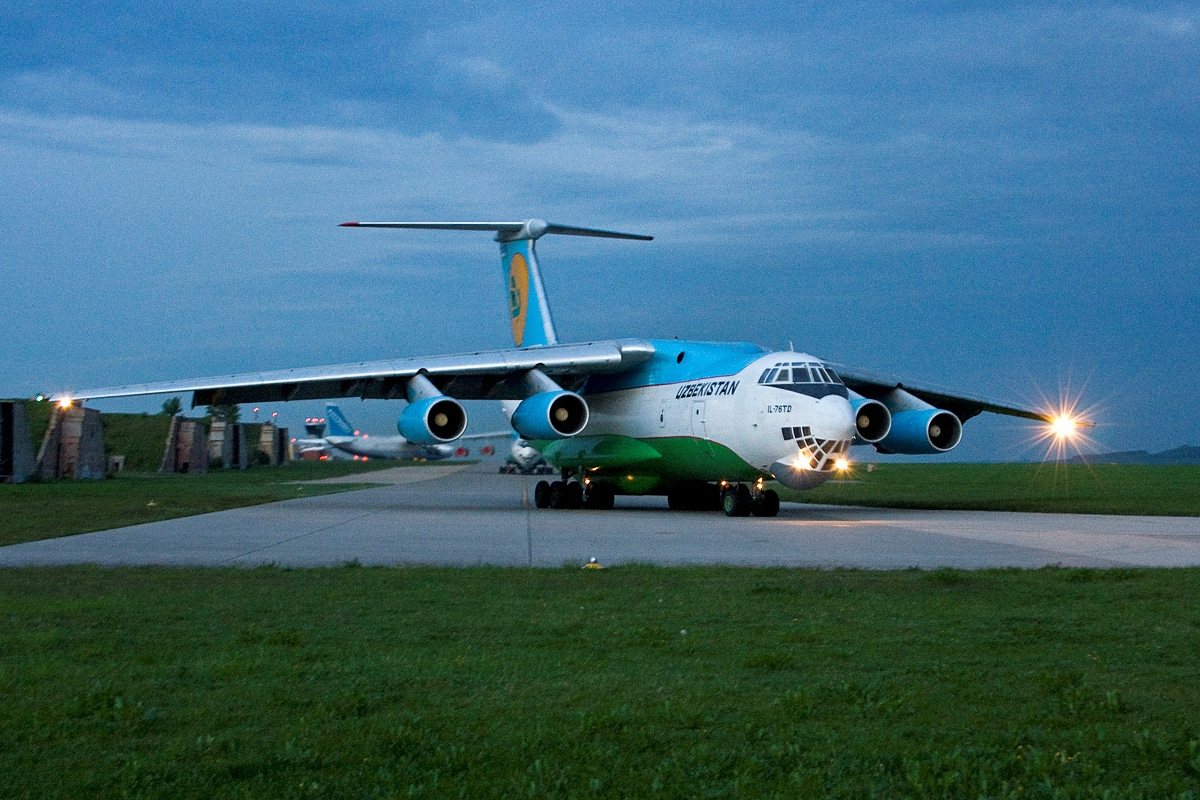
Ilyushin Il-76TD nella livrea attuale della uzbeka Uzbekistan Airways

### Civili
L'Ilyushin Il-76 viene utilizzato per i voli cargo dalle compagnie aeree russe e straniere:
 Armenia
- South Airlines

 Azerbaigian
- Silk Way Airlines

 Bielorussia
- Gomelavia
- Transaviaexport

 Burkina Faso
- Liz Aviation

 Georgia
- Sakaviaservice
- Sky Georgia
- Skyway
- SunWay

 Kazakistan
- Air Almaty
- Asia Continental Airlines
- Beibars CJSC
- East Wing
- Eastern Express

 Kirghizistan
- Fly Sky Airlines
- Sapsan Airlines
- Tenir Airlines

 Lettonia
- Inversia

 Iraq
- Iraqi Airways

 RD del Congo
- Onyx Aviation

 Russia
- 223mo Distaccamento Aereo
- Abakan-Avia
- Atlant-Sojuz
- Aviacon Citotrans
- Air Company Polet
- Aerostars Airlines
- ATRAN Cargo Airlines
- Continent Aircompany
- Gazpromavia
- Gelix Airlines
- Moskovia Airlines
- Sky Gates Airlines
- Tesis Air Cargo
- Volga-Dnepr
- UHCAS

 Siria
- Syrian Arab Airlines

 Turkmenistan
- Turkmenistan Airlines

 Uzbekistan
- Uzbekistan Airways

### Militari
Gli Ilyushin Il-76 utilizzati dall'aeronautica militare russa volano di norma con i contrassegni dell'Aeroflot (e senza armamento, che però può essere facilmente installato).
 Algeria
- Al-Quwwat al-Jawwiyya al-Jaza'iriyya

3 Il-76MD e 9 Il-76TD acquistati nel 1989 e nel 1993, 11 dei quali restano in servizio al settembre 2018, in quanto un Il-76TD è precipitato l'11 aprile 2018.
 Angola
- Força Aérea Nacional Angolana

16 Il-76TD ricevuti, otto dei quali sono stati demoliti e uno immagazzinato.
 Armenia
- Hayastani R'azmao'dayin Owjher

1 Il-76M e 2 Il-76TD in servizio a novembre 2015.
 Azerbaigian
- Azərbaycan hərbi hava qüvvələri

Dei 4 Il-76TD consegnati, ne resta in servizio un solo esemplare al dicembre 2020.
 Bielorussia
- Voenno-vozdušnye sily i vojska protivovozdušnoj oborony

Dei 32 consegnati (si tratta di esemplari ex sovietici), restano 2 Il-76MD in servizio a novembre 2019.
 Cina
- Zhongguo Renmin Jiefangjun Kongjun

22 Il-76MD consegnati e tutti in servizio al maggio 2018.
 Rep. del Congo
- Armée de l'Air du Congo

1 Il-76TD consegnato ed in servizio al settembre 2018.
 Corea del Nord
- Chosŏn Inmin Kun Konggun

3 Il-76MD consegnati e tutti in servizio al novembre 2018.
 Egitto
- Aeronautica egiziana

2 Il-76MF ex Royal Jordanian Air Force ricevuti ad agosto 2019.
 India
- Bhāratīya Vāyu Senā

17 Il-76MD ordinati a partire dal 1983. All'agosto 2017 ne risultano in servizio 14.
 Iran
- Niru-ye Havayi-ye Artesh-e Jomhuri-ye Eslami-e Iran

9 Il-76TD consegnati.
 Giordania
- Al-Quwwat al-Jawwiyya al-malikiyya al-Urdunniyya

2 Il-76MF in organico fino al 2019, anno in cui sono stati ceduti all'Aeronautica egiziana consegnati ad agosto 2019.
 Guinea Equatoriale
- Aeronautica militare della Guinea Equatoriale

1 Il-76TD precedentemente utilizzato dal Governo, poi passato all'aeronautica.
 Libia
- Al-Quwwat al-Jawwiyya al-Libiyya

20 tra Il-76T ed Il-76TD consegnati.
 Russia
- Voenno-vozdušnye sily Rossijskoj Federacii

All'agosto 2016 risultavano in servizio 118 aerei tra Il-76M, Il-76MD di cui 30 aerei saranno aggiornati allo standard Il-76MDM entro il 2020, mentre 39 saranno della nuova versione Il-76M-90A.
 Sudan
- Al-Quwwat al-Jawwiyya al-Sudaniyya

1 Il-76T in servizio al luglio 2019.
 Ucraina
- Viys'kovo-Povitriani Syly Ukrayiny

5 Il-76MD in servizio all'aprile 2018.

## Ordinazioni
- Venezuela (12 Ilyushin Il-76/78)
- India (9 Beriev A-50)[39]

## Incidenti
13 Ilyushin Il-76 sono stati persi in seguito agli incidenti.
Il 27 novembre 2010, un Ilyushin Il-76 della georgiana Sun Way (ICAO: MGC) con la base tecnica all'aeroporto Internazionale di Tbilisi, è precipitato su un complesso residenziale della Marina a Dalmia, nel quartiere di Gulistan-e-Johar, meno di due minuti dopo il decollo dall'aeroporto Internazionale Jinnah di Karachi in Pakistan. Le vittime, oltre agli otto membri d'equipaggio, sono quattro operai edili che si trovavano nell'edificio in costruzione su cui il velivolo è precipitato. L'aereo decollato alle 01.45 (ora locale) effettuava un volo cargo per conto delle Nazioni Unite, ed era diretto a Khartoum, in Sudan. L'equipaggio dell'aereo precipitato era composto da un cittadino russo e sette cittadini ucraini,come ha precisato il Diretto Generale della compagnia aerea Gjemal Tamazashvili (in russo: Джемал Тамазашвили). Tra le possibili cause dell'incidente è stato indicata la collisione dell'aereo cargo georgiano con uno stormo di uccelli dopo il decollo.
Il 12 novembre 1996 il volo Kazakhstan Airlines 1907 entrò in collisione con il volo Saudi Arabian Airlines 763 sulla cittadina indiana di Charki Dhadri; la colpa venne imputata al pilota kazako, che non rispettò le indicazioni del controllore di volo.
L'incidente, avvenuto dentro lo spazio aereo indiano, provocò 349 vittime.